# Шпер диференцијал
Шпер диференцијал је механички део возила који служи да се прервазиђе основна мана обичног илити отвореног диференцијала. Код обичног диференцијала обртни момент иде линијом мањег отпора односно ако један точак (на истој осовини) има слабо пријањање он ће почети да проклизава (шлајфа) а други точак који има боље пријањање уопште се неће окретати. Шпер диференцијал омогућава да се обртни моменат једнако расподели на оба точка једне осовине. У основи постоје две врсте шпер диференцијала: аутоматски (где моторни компјутер детектује проклизавање точкова и аутоматски блокира диференцијал) и ручни (где возач сам по потреби блокира диференцијал).

## Алтернативе
- Независно блокирајући диференцијал (LSD)
- Систем контроле пријањања где моторни компјутер помоћу АБС сензора на точковима детектује да неки точак проклизава и блокира га кочењем тиме шаље већи део обртног момента на точак који не проклизава. Ово у суштини није диференцијал али имитира функцију блокирајућег диференцијала.